# Юнгфернхоф
Юнгфернхо́ф (нем. Jungfernhof, латыш. Mazjumpravmuiža) — концентрационный лагерь около города Риги, на территории одноимённого поместья; сейчас территория, на которой находился лагерь, включена в городскую черту Риги.

## История
Создание концентрационого лагеря Юнгфернхоф началось в декабре 1941 года на территории одноимённого поместья, которое тогда находилось в нескольких километрах от Риги. Строительством ограждения и подготовкой сельскохозяйственных построек поместья к принятию заключённых занимались евреи, уцелевшие после ликвидации большей части Рижского гетто 30 ноября и 8 декабря 1941 года. Уже в 20-х числах декабря 1941 года в Юнгфернхоф прибыли первые заключённые — несколько сот евреев из рейха (из Гамбурга, Нюрнберга, Штутгарта и Вены).
Юнгфернхоф изначально создавался для евреев из Рейха (т. н. Reichsjuden). Основным занятием заключённых были сельскохозяйственные работы, прежде всего выращивание картофеля и капусты. Кроме того, заключённые время от времени отправлялись на другие работы в окрестностях Риги.
Одновременно в лагере содержалось до 4-4,5 тысяч заключённых (конец февраля 1942, лето 1943). Большая часть заключённых, прибывших в лагерь в первые месяцы существования, была уничтожена в ходе так называемой «Акции „Dünamünde“» (март-апрель 1942 года), после которой уцелело около 400 заключённых. В самом лагере единовременные массовые убийства не производились, но около 900 заключённых, убитых за различные «провинности» или погибших от работы, были захоронены прямо на территории лагеря, на картофельном поле.
Лагерь был расформирован летом 1943 года, большая часть его заключённых была расстреляна, меньшая часть была переведена в концлагерь Рига-Кайзервальд (KZ Riga-Kaiserwald).
После Второй мировой войны территория лагеря была передана в ведение военного аэродрома «Румбула»; в главном здании поместья, в котором в период существования лагеря находилась комендатура, располагался госпиталь. На рубеже 80х-90х годов на бывшей территории лагеря были разбиты огороды и дачные участки, которые значительно расширились после ликвидации войсковой части.